# Нортфілд (Нью-Гемпшир)
Нортфілд (англ. Northfield) — місто (англ. town) в США, в окрузі Меррімак штату Нью-Гемпшир. Населення — 4872 особи (2020).

## Демографія
Згідно з переписом 2010 року, у місті мешкало 4829 осіб у 1843 домогосподарствах у складі 1309 родин. Було 1969 помешкань
Расовий склад населення:
| - 96,6 % — білих - 0,8 % — чорних або афроамериканців - 0,8 % — азіатів - 0,3 % — корінних американців |

До двох чи більше рас належало 1,3 %. Частка іспаномовних становила 1,4 % від усіх жителів.
За віковим діапазоном населення розподілялося таким чином: 24,6 % — особи молодші 18 років, 66,3 % — особи у віці 18—64 років, 9,1 % — особи у віці 65 років та старші. Медіана віку мешканця становила 39,2 року. На 100 осіб жіночої статі у місті припадало 97,7 чоловіків;  на 100 жінок у віці від 18 років та старших — 95,0 чоловіків також старших 18 років.
Середній дохід на одне домашнє господарство  становив 75 202 долари США (медіана — 66 449), а середній дохід на одну сім'ю — 81 662 долари (медіана — 79 500). Медіана доходів становила 52 992 долари для чоловіків та 42 250 доларів для жінок. За межею бідності перебувало 4,7 % осіб, у тому числі 3,6 % дітей у віці до 18 років та 1,8 % осіб у віці 65 років та старших.
Цивільне працевлаштоване населення становило 2668 осіб. Основні галузі зайнятості: освіта, охорона здоров'я та соціальна допомога — 21,3 %, виробництво — 19,6 %, роздрібна торгівля — 11,7 %, будівництво — 11,3 %.